# (12003) Hideosugai
(12003) Hideosugai (1996 FM5) – planetoida z pasa głównego asteroid okrążająca Słońce w ciągu 6,16 lat w średniej odległości 3,36 j.a. Odkryta 20 marca 1996 roku.